# Paul Morin (maire)
Pour les articles homonymes, voir Paul Morin et Morin.
Paul Morin né le 29 juin 1924 à Bourg-en-Bresse et mort dans la même ville le 28 juillet 2020, est un résistant et un homme politique français du département de l'Ain.
Il a notamment été maire de Bourg-en-Bresse  de 1989 à 1995.

## Biographie

### Le résistant

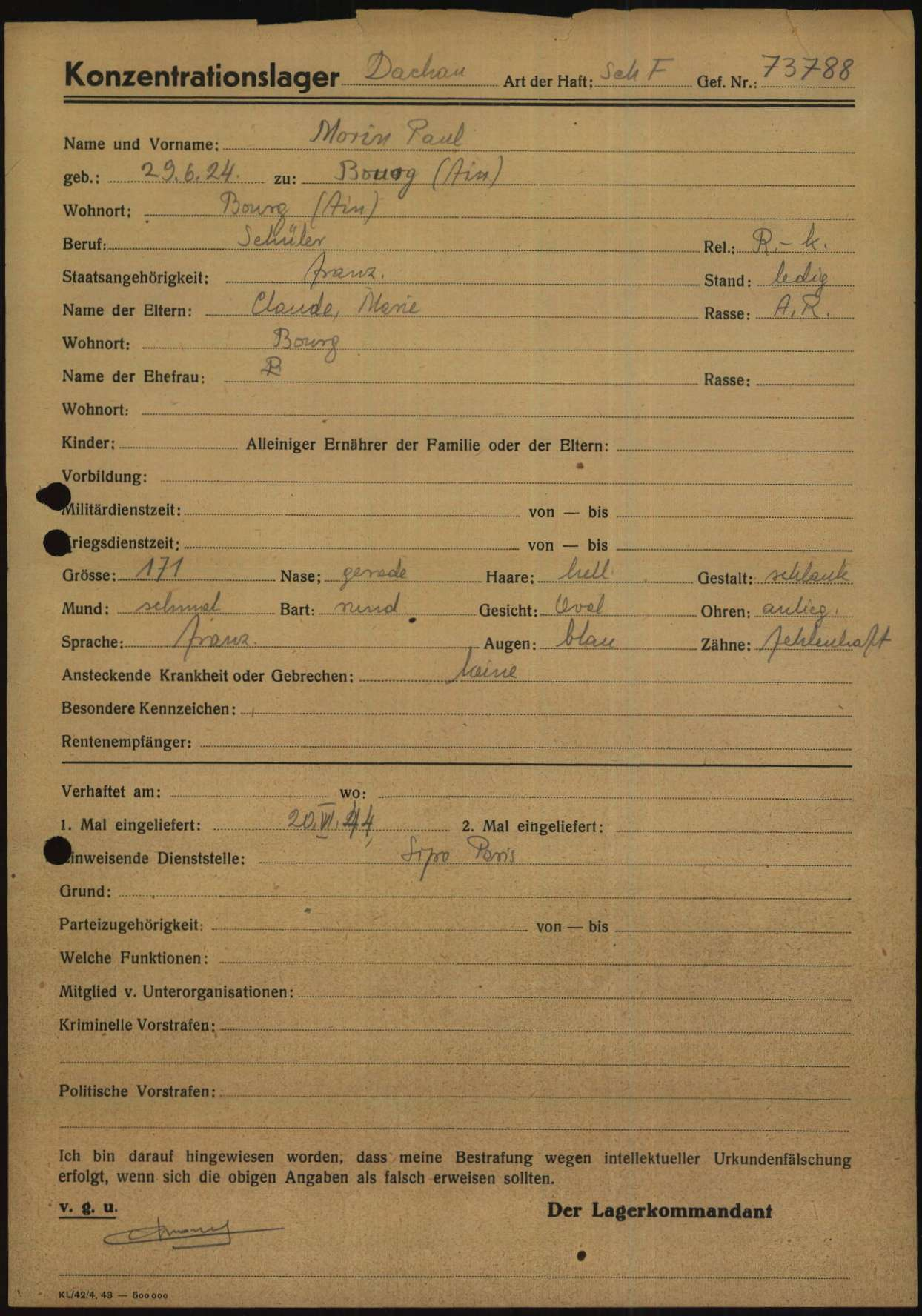
Formulaire d'enregistrement de Paul Morin en tant que prisonnier dans le camp de concentration nazi de Dachau.

Élève au lycée Lalande, il intègre la Résistance via les forces unies de la jeunesse. Arrêté le 18 juin 1943, il est déporté à Dachau jusqu'à son retour en mai 1945.
Il est avec Marcel Cochet, l'un des fondateurs en 1941, des FUJ au lycée Lalande.
En 2012, il publie un ouvrage autobiographique racontant sa jeunesse résistante : J'ai eu 20 ans à Dachau.

### L'homme politique
Conseiller municipal de Bourg-en-Bresse de 1947 à 1965, puis de 1977 à 1989, il devient adjoint de 1965 à 1977. Membre de l'UDF, il est élu maire de Bourg-en-Bresse en 1989 (ravissant alors la mairie à la gauche) et le reste jusqu'à 1995 ; il est également premier vice-président du conseil général de l'Ain de 1988 à 2001. Il a en effet été le conseiller général du canton de Bourg-en-Bresse II de 1973 à 1982 puis du canton de Bourg-en-Bresse-Nord-Centre de 1982 à 2001.

## Distinctions et hommage
Il a reçu la médaille Jean-Moulin, le 14 juillet 1993, en même temps que Marius Roche. Il reçoit la médaille de la Résistance et la croix de guerre 1939-1945 et est commandeur de la légion d'Honneur.
Début 2022, il est annoncé qu'un square situé place Bernard à Bourg-en-Bresse, portera son nom.

## Œuvres
- Paul Morin, J'ai eu 20 ans à Dachau, juillet 2012 (ISBN 9782954225104, présentation en ligne)
- Paul Morin, Le jardin de l'orme, 2011 (ISBN 9782842738303, présentation en ligne)
- Paul Morin, Œuvres poétiques complètes, 2011 (ISBN 9782760626454, présentation en ligne)
- Paul Morin, Le chemin du nord, 2005 (ISBN 9782842311681)
- Paul Morin, Et la mer devient sel, 2004 (ISBN 9782842312503)